# 舟橋聖一
舟橋 聖一（ふなはし せいいち、1904年（明治37年）12月25日 - 1976年（昭和51年）1月13日）は、日本の小説家。東京生れ。旧制水戸高等学校を経て東京帝国大学文学部卒。弟は脚本家の舟橋和郎。日本芸術院会員。文化功労者。
大学在学中に『朱門』に参加。四代目河原崎長十郎や村山知義らと共に劇団「心座」の旗揚げに尽力し、『白い腕』で文壇に登場。明治大学教授として教鞭をとるかたわら、雑誌『行動』に参加して『ダイヴィング』（『行動』1934年10月）を発表、行動主義を宣言して注目された。多くの戯曲を書いたが、小説『木石』で地位を確立。
戦中に書き継いで声価の高い『悉皆屋康吉』を経て、戦後は、『雪夫人絵図』や『芸者小夏』シリーズなどの愛欲小説や、『花の生涯』をはじめとする歴史物を書いて人気作家となった。その後も『ある女の遠景』『好きな女の胸飾り』などで独自の伝統的、官能的な美の世界を展開。丹羽文雄とは自他共に認めるライバル関係であった。
他方で、自らが中心となって作家連合の「伽羅（キアラ）の会」（きゃらのかい）を結成し、『風景』を創刊。社会的・文壇的活動も活発で、文部省の国語審議委員として戦後国語国字問題に取り組んだり、日本文芸家協会理事長に選出されて著作権問題の解決に尽力したりした。

## 来歴
東京市本所区横網町（現:東京都墨田区横網）に生れる。キリストの降誕日にちなんで「聖一」と名づけられた。父は東京帝国大学工科助教授の了助、母はさわ子。弟3人と妹ひとりがいた。母方の祖父が財界で成功した富豪であったことから、目白（下落合）の高台に一族の複数の家が建ち並び、物心ともに贅沢な環境で育つ。生後100日頃に不注意から父の百日咳がうつり、これが遠因となって晩年に至るまで喘息に苦しむこととなる。1909年（明治42年）に父がドイツへ留学したため、神奈川県腰越長山の母の実家の別荘に転居した。このころから祖母に連れられ、芝居見物をしていた。
1911年（明治44年）に正修尋常高等小学校（現:鎌倉市立腰越小学校）に入学したが、父が戻り教授になったので東京市本郷区弥生町（現:東京都文京区弥生）に移り、入学後5ヶ月で東京市誠之尋常小学校（現:文京区立誠之小学校）に転校。さらに1913年（大正2年）に東京府豊多摩郡落合村（現:東京都新宿区）に移ったため、私立高千穂小学校（現在は廃校）に転校した。高千穂中学校（現在は廃校）卒業後、水戸高等学校（現:茨城大学文理学部）に進学し、土方定一や片柳真吉らと知り合った。この頃から舟津 慶之輔（ふなづ よしのすけ）の筆名で短歌・戯曲を発表し、同人雑誌『歩行者』に参加。また、小山内薫の門下生となった。
1925年（大正14年）に高校を卒業し、東京帝国大学文学部国文科に進んだ。四代目河原崎長十郎を中心に、池谷信三郎、村山知義らとともに劇団「心座」を結成し、また文芸部雑誌『朱門』の同人となり、阿部知二らを知る。『朱門』創刊号に戯曲『信吉の幻覚』を発表、翌年に戯曲『痼疾者』が上演され、上司小剣や秋田雨雀に認められた。この年の7月に佐藤百寿と結婚、10月には『新潮』に『白い腕』を発表している。1928年（昭和3年）、『文芸都市』の同人となり、阿部知二、井伏鱒二、梶井基次郎、外村繁らと「新人クラブ」を結成。翌年「心座」を退き、阿部、井伏らと『新文芸都市』を創刊。このほかにも、今日出海らと「蝙蝠座」を、小林秀雄や井伏鱒二らと「新興芸術派クラブ」を、飯塚友一郎らと「演劇学会」を結成して盛んに文芸活動に身を投じる一方、『あらくれ会』同人になり徳田秋声の門下生となっている。この間に拓殖大学と明治大学で講師を務めた。
1933年（昭和8年）に創刊した『行動』に発表した『ダイヴィング』は、行動主義、能動精神運動を起こして大きな反響を呼ぶ。この頃小林の勧めで『文學界』同人となり、さらに『行動文学』を創刊。1938年（昭和13年）に『文學界』に発表した『木石』で認められ、以後『新風平家物語』『北村透谷』『女の手』などを書いた。
戦後は『小説新潮』に掲載した『雪夫人絵図』をはじめとする風俗小説で人気を得、1953年（昭和28年）には『花の生涯』を発表。幕末の大老・井伊直弼を中心とした開国前後の動乱期の人間模様を描いたこの作品は、NHK大河ドラマの第一作となった。また1999年（平成11年）にも『新・忠臣蔵』を原作とした『元禄繚乱』がNHK大河ドラマで放送された。
1955年（昭和30年）、『白い魔魚』の中で使われた「最低ネ！」（下品または程度が低いという意味）という言葉が流行した。

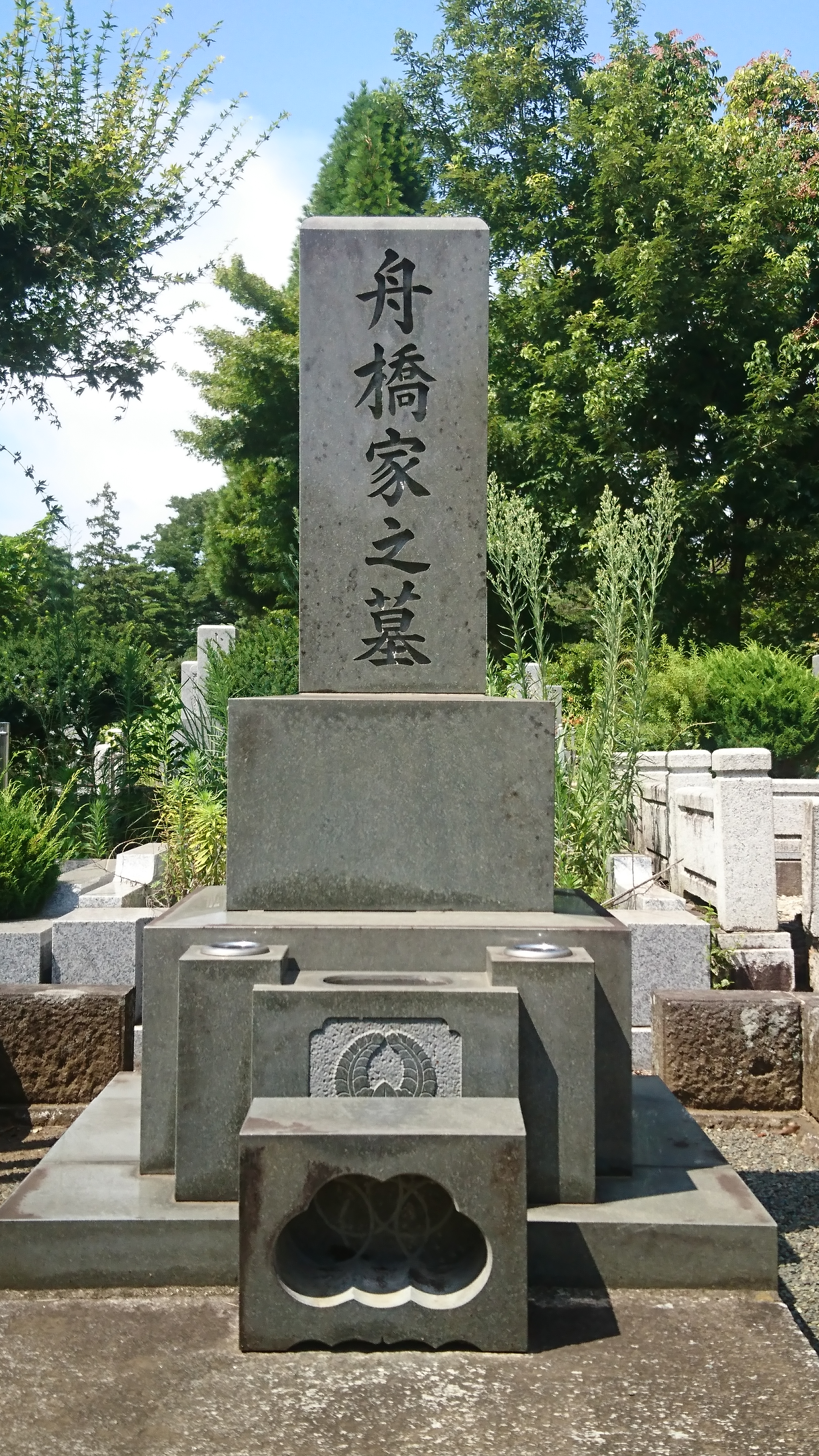
多磨霊園にある舟橋家の墓

1966年（昭和41年）より眼病が悪化し、晩年は両眼ともにほぼ失明状態に陥ったが口述筆記で執筆活動を継続。1970年（昭和45年）より平凡社『太陽』に自らライフワークと位置付けた『源氏物語』の連載と、読売新聞に『太閤秀吉』の連載を開始したが、1976年（昭和51年）完結を前に日本医科大学付属病院で急死。この両作を含めた数作が未完の絶筆となった。この日は選考委員を務めていた芥川賞の第74回選考会の前日だった。戒名は文篤院殿青海秀聖居士。

## スポーツとのかかわり
舟橋は菊池寛、吉川英治、吉屋信子らと共に文士馬主でも有名であり、主な所有馬に中山大障碍勝ち馬のモモタロウがいる。時に府中・中山での競馬施行時には開催日程を皆勤するほど熱心で、府中ではイギリス風の洋服にハンチング、一転して中山では和服姿と使い分けたりする洒落者だった。
また幼い頃からの相撲好きでも知られる。舟橋の著作である『相撲記』（1943年）では、講演旅行の帰りに大阪で途中下車して福島公園での大相撲巡業に顔を出し、気の抜けた花相撲をみながら「尚この濛々たる俗情を愛せずにいられない我が身の因果」と記している。横綱審議委員会の委員を創設時から死去時まで務め、1969年からは委員長に任じられた。横審委員として国技館に日参し、若乃花、朝潮の横綱昇進に反対意見を出し、北の富士、玉乃島の横綱同時昇進の際には八百長の存在を指摘する等、日本相撲協会にとっては厳しい意見をよく出した。

## 家族
- 母方祖父・近藤陸三郎 (1857－1917) - 古河財閥最高幹部。工部大学校鉱山科卒業後工部省に入り、古河鉱業に転籍、足尾銅山所長を経て古河合名会社理事長、足尾鉄道社長などを務めた。足尾鉱山事件初期の責任者。自邸の一部6000坪は売却後、目黒雅叙園となった。原敬とは別邸が隣同士で親しかった。[9][10]
- 父・舟橋了助（1877年生） - 東京帝国大学工科教授。養賢堂 (仙台藩)教師の子に生まれ、東京帝大採鉱冶金科に学び、同科が足尾鉱山の防毒工事の検査に関わった関係で陸三郎と知り合う。同大学院卒業後、同大助教授となり文部省派遣で欧州留学、1901年帰国、1902年教授に昇進し翌年工学博士号取得、地質学の権威として活躍したが、1924年に部下の不祥事（研究室の不正と言われる）により48歳で退官、地所を担保にした借金と恩給で余生を送った。[11][12]
- 母・さわ（1886年生） - 陸三郎の長女。
- 弟・舟橋和郎
- 妻・百寿 - 父方のいとこ。了助の兄である父親は銀行の副頭取。聖一の女癖の悪さを案じた両親の反対の中、1926年に21歳同士で学生結婚。
- 娘・舟橋美香子 - 『父のいる遠景』(1981年、講談社)で聖一の妻妾同居生活などを明かした。
- 母方叔母・よね - 陸三郎の二女。 南満州鉄道幹部・木部守一の妻。守一は学習院大学卒業後外務省に入り、長春領事などを経て古河に入社し、満鉄に転じた[13][14]
- 母方叔父・近藤真一 - 陸三郎の長男。薬品貿易商、球磨川電気常務。妻は鮎川義介の妹。[15]

## 年譜
- 1904年（明治37年） 東京市で誕生。
- 1928年（昭和3年） 東京帝国大学文学部国文科卒業。
- 1938年（昭和13年） 明治大学教授。
- 1948年（昭和23年） 日本文芸家協会理事長。
- 1949年（昭和24年） 芥川賞選考委員。
- 1950年（昭和25年） 文部省 国語審議委員。
- 1964年（昭和39年） 『ある女の遠景』毎日芸術賞受賞、『花の生涯』彦根市名誉市民表彰。
- 1966年（昭和41年） 日本芸術院会員。
- 1967年（昭和42年） 『好きな女の胸飾り』野間文芸賞受賞。
- 1969年（昭和44年） 横綱審議委員長。
- 1975年（昭和50年） 文化功労者。
- 1976年（昭和51年） 急性心筋梗塞により死亡。（享年71）
- 2007年（平成19年） 舟橋聖一文学賞創設（彦根市）。

## 作品一覧
- 『ダイヴィング』（1935年、紀伊國屋書店）
- 『岩野泡鳴伝』（1938年、青木書店。のちに、1971年、角川書店）
- 『新胎・木石』（1938年12月、青木書店） - 「木石」（ぼくせき） - 1938年10月「文学界」。細菌学研究所長二桐博士と、25年間勤務する女性助手追川初と、初の娘ということになっているじつは前所長R博士と某夫人との間の不貞の子襟子。初は亡きR博士を思い続け、襟子は二桐博士に恋するようになる。初は、自分の二の舞をさせまいと襟子をとがめ叱る。一見木石のようで、人情も解さないように見える。しかし実験用のネズミにかまれて細菌が伝染し、やがて死ぬが、遺言で二桐博士に解剖を依頼し、処女であることを証明し、じつは非凡な人情に生き抜いた女性であることが知れる。（1940年に松竹で映画化）
- 『川音』（1940年、実業之日本社）
- 『新風平家物語』（1940年、万里閣）
- 『愛児煩悩』（1940年、万里閣）
- 『清流』（1941年、人文書院）
- 『徳田秋声』（1941年、弘文堂）
- 『北村透谷』（1942年、中央公論社）
- 『女の手』（1942年、講談社）
- 『随筆日本文学』（1942年、秩父書院）
- 『りつ女年譜』（1942年、中央公論社）
- 『牡丹は咲きぬ』（1943年、紀元社）
- 『悉皆屋康吉』（1945年、創元社）
- 『散り散らず』（1945年、生活社）
- 『老茄子』（1947年、文學界社）
- 『無風』（1948年、改造社）
- 『雪夫人絵図』（1948年、新潮社）（1950年新東宝で映画化され、1968年に東映で映画が製作されるもお蔵入り。1975年日活系列で公開され日の目を見た）
- 『花の素顔』（1949年、朝日新聞社）（1949年松竹が映画化）
- 『芸者小夏』（1952年、新潮社）（1954年、1955年＜『芸者小夏　ひとり寝る夜の小夏』＞東宝が、1965年＜『帯をとく夏子』＞大映が映画化、1963年TBSがテレビドラマ化）
- 『花の生涯』（1953年、新潮社）（1953年＜『花の生涯 彦根篇 江戸篇』＞松竹が映画化、1963年＜『花の生涯』＞NHKが大河ドラマで、1974年＜『花の生涯』＞日本テレビが、1988年＜『花の生涯 井伊大老と桜田門』＞テレビ東京が新春ワイド時代劇でテレビドラマ化）
- 『女めくら双紙』（1954年、角川書店）（1965年＜『女めくら物語』＞、1968年大映が映画化）
- 『絵島生島』（1954–55年、新潮社）（1955年松竹が映画化、1971年東京12チャンネルがテレビドラマ化）
- 『海の百万石』（1955–56年、講談社）（1956年東映が映画化）
- 『白い魔魚』（1956年、新潮社）（1956年松竹が映画化）
- 『愛の濃淡』（1957年、角川書店）（1959年松竹が映画化）
- 『朱の花粉』（1958-1960年、講談社）（1960年松竹が映画化）
- 『新・忠臣蔵』（1957–61年、毎日新聞社）（1999年＜『元禄繚乱』＞NHKが大河ドラマでテレビドラマ化）
- 『霧ある情事』（1959年、新潮社）（1959年松竹が映画化）
- 『白子屋駒子』（1960–61年、角川書店）（1960年大映が映画化）
- 『夢でありたい』（1961年、新潮社）（1962年大映が映画化）
- 『ある女の遠景』（1963年、講談社）（本作で第5回（1964年）毎日芸術賞を受賞する）
- 『モンローのような女』（1964年、文藝春秋新社）（1964年松竹が映画化）
- 『寝顔』（1964–65年、新潮社）
- 『徳川千姫』（1967–68年、人物往来社）
- 『好きな女の胸飾り』（1967年、講談社）
- 『花實の繪』（1971年、毎日新聞社）
- 『滝壺』（1973年、新潮社）
- 『白の波間』（1976年、中央公論社）
- 『源氏物語』（1970–76年、未完、平凡社）桐壺～幻
- 『太閤秀吉』（1970–76年、未完、読売新聞社）
- 『谷崎潤一郎と好色論　日本文学の伝統』（2015年、幻戯書房）
- 『文藝的な自伝的な』（2015年、幻戯書房）

## 映像化作品

### 映画
- 木石（1940年、松竹、五所平之助 監督）
- 男（1943年、東宝、渡辺邦男 監督）
- 彼と彼女は行く（1946年、大映、田中重雄 監督）
- 田之助紅（1947年、大映、野淵昶 監督）
- 夢よもういちど（1949年、東宝、野村浩将 監督）
- 満月（1949年、大映、田中重雄 監督）
- 花の素顔（1949年、松竹、渋谷実 監督）
- 美貌の海（1950年、大映、久松静児 監督）
- 雪夫人絵図（1950年、新東宝、溝口健二 監督）
- 女の水鏡（1951年、松竹、原研吉 監督）
- 夜の未亡人（1951年、新東宝、島耕二 監督）
- 花の生涯　彦根篇　江戸篇（1953年、松竹、大曾根辰夫 監督）
- 芸者小夏（1954年、東宝、杉江敏男 監督）
- 芸者小夏 ひとり寝る夜の小夏（1955年、東宝、青柳信雄 監督）
- 白井権八（1956年、東宝、安田公義 監督）
- 白い魔魚（1956年、東宝、中村登 監督）
- 海の百万石（1956年、東映、内出好吉 監督）
- おしどりの間（1956年、東宝、木村恵吾 監督）
- 白磁の人（1957年、松竹、岩間鶴夫 監督）
- 青い花の流れ（1957年、松竹、原研吉 監督）
- 黒い花粉（1958年、松竹、大庭秀雄 監督）
- 愛の濃淡（1959年、	松竹、岩間鶴夫 監督）
- 霧ある情事（1959年、松竹、渋谷実 監督）
- 白子屋駒子（1960年、大映、三隅研次 監督）
- 夢でありたい（1962年、大映、富本壮吉 監督）
- モンローのような女（1964年、松竹、渋谷実 監督）
- 女めくら物語（1964年、大映、島耕二 監督）
- 帯をとく夏子（1965年、大映、田中重雄 監督）
- 雪夫人繪圖（1975年、日活、成沢昌茂 監督）

### TV
- 大河ドラマ 花の生涯（1963年、NHK）
- 絵島生島（1971年、東京12チャンネル）
- 大河ドラマ 元禄繚乱（2000年、NHK）